# Куп Србије у одбојци 2015/16.
У сезони 2015-2016 је одиграно 51. издање купа Србије за одбојкаше. Финални турнир купа је одржан 27. и 28. фебруара 2016. године у Пожаревцу. У 51. издању је учествовало шеснаест екипа, а победник је била Црвена звезда из Београда.

## Учесници
Јединство Стара Пазова
Спартак Љиг
Топлички Витезови
Нови Пазар
Ниш
Инђија
Млади Радник
Партизан
Косовска Митровица
Раднички Крагујевац
Спартак Суботица
Војводина
Клек Србијашуме
Црвена звезда
Железничар
Рибница

## Формат такмичења
Такмичење се одржава по систему елиминације, где се у осмини финала екипе састају једном и предност домаћег терена има екипа из "неповлашћеног" шешира приликом жреба. Четвртфинале се игра на две утакмице, где победника двомеча одлучује већи број освојених сетова, а у сличају истог броја освојених сетова победник је она екипа која је у двомечу освојила више поена. Полуфиналне и финалне утакмице се играју на једну утакмицу, на финалном турниру.

## Такмичење

### Осмина финала
| Јединство          | 2:3 | Спартак (Љ.)  |
| Топлички Витезови  | 0:3 | Нови Пазар    |
| Ниш                | 3:0 | Инђија        |
| Млади Радник       | 3-1 | Партизан      |
| Косовска Митровица | 3:2 | Раднички      |
| Спартак (Су.)      | 0:3 | Војводина     |
| Клек               | 0:3 | Црвена звезда |
| Железничар         | 0:3 | Рибница       |

### Четвртфинале
| Рибница            | 3:2 1:3 | Нови Пазар    |
| Ниш                | 0:3 0:3 | Црвена звезда |
| Јединство          | 3:2 0:3 | Млади Радник  |
| Косовска Митровица | 0:3 0:3 | Војводина     |

### Полуфинале
| Нови Пазар   | 0:3 | Црвена звезда |
| Млади Радник | 3:2 | Војводина     |

### Финале
| Млади Радник | 0:3 | Црвена звезда |